# Сельское хозяйство Бутана
Сельское хозяйство Бутана — отрасль бутанской экономики.
Главными приоритетами в сельском хозяйстве Бутана являются увеличение производительности на единицу сельскохозяйственного труда и сельскохозяйственных угодий, а также самоокупаемость основных сельскохозяйственных культур. Ведение сельского хозяйства в Бутане затруднено из-за проблем с орошением, пересечённой местности, низкого качества почв и ограниченного количества пахотных земель. Для повышения производительности улучшают качество семян зерновых, масличных и овощных культур, применяют удобрения, механизируют работы и проводят подготовку специалистов в сельском хозяйстве.
В сельскохозяйственном секторе внедряют различные проекты:
- Проект развития долины Паро
- Проект развития Гелепху
- Проект развития долины Пунакха — Вангди
- Проект развития района Трашиганг — Монгар
- Проект развития ирригации горного района Циранг[1].

Производство таких культур, как яблоки, апельсины и кардамон, увеличилось и стало прибыльным. В некоторых районах подсечно-огневое земледелие сменяется садоводством. Учёные считают, что это приведёт к увеличению выращивания товарных культур. Важную роль в продовольственном снабжении страны играет производство риса в Бутане.
Большой вклад в развитие сельского хозяйства Бутана внёс японский учёный Кэйдзи Нисиока, который считается создателем современного сельского хозяйства Бутана.

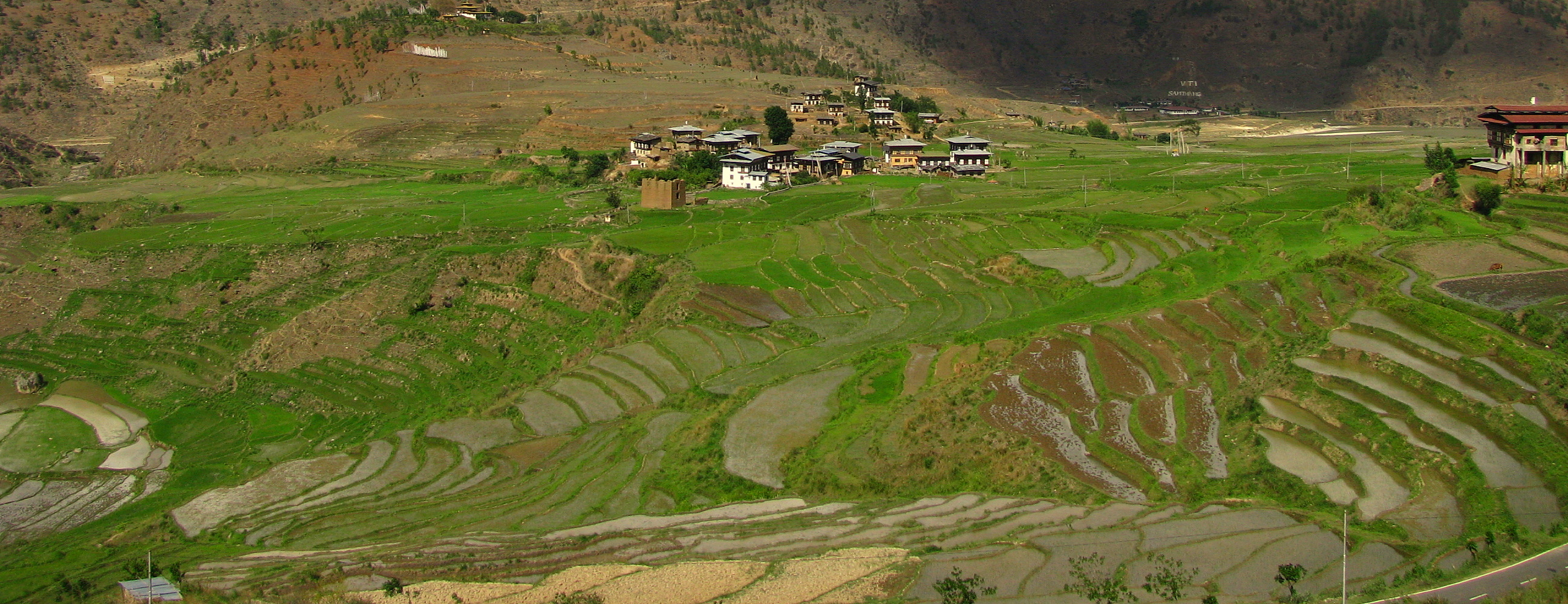
Террасовое земледелие в Бутане